# David Pegg
David Pegg, né le 20 septembre 1935 à Doncaster (Angleterre), mort le 6 février 1958 à Munich (Allemagne), dans la catastrophe aérienne du même nom, est un footballeur anglais, qui évoluait au poste d'ailier gauche à Manchester United et en équipe d'Angleterre.
Pegg n'a marqué aucun but lors de son unique sélection avec l'équipe d'Angleterre en 1957.

## Carrière
- 1952-1958 : Manchester United

## Palmarès

### En équipe nationale
- 1 sélection et 0 but avec l'équipe d'Angleterre en 1957.

### Avec Manchester United
- Vainqueur du Championnat d'Angleterre de football en 1956 et 1957.
- Vainqueur du Charity Shield en 1956 et 1957.